# Agra oblongopunctata
Agra oblongopunctata är en skalbaggsart som beskrevs av Louis Alexandre Auguste Chevrolat. Agra oblongopunctata ingår i släktet Agra och familjen jordlöpare. Inga underarter finns listade i Catalogue of Life.